# 道路 (EXILE單曲)
《道路》（日语：道）為日本音樂團體EXILE（放浪兄弟）的第23張單曲。2007年2月14日於日本發行。

## 解說
- 加入了新成員主唱TAKAHIRO及表演者的AKIRA的EXILE第二章第三張的單曲。是其第5張專輯《EXILE EVOLUTION》的先行發行單曲。
- 有「CD+DVD」及「CD ONLY」2種形態。2種形態也是完全限定生產發售，封面也不相同並且以紙盒包裝。
- 以「畢業=出發」為主題的抒情歌歌曲，由除了原版本以外，還有收錄鋼琴版本及混聲三部分的合唱。
- 據說這首歌的原模型是以戰爭為題材的《Attack No.1》舞台劇。
- EXILE自己首次的畢業歌也因為新成員的加入關係，於3月1日在新主唱TAKAHIRO的母校長崎縣立佐世保東翔高級中學的畢業禮中實行驚喜現場演唱。[2]
- 在「想在畢業禮裏唱這歌」的要求相繼發生之下，官方網站進行了能下載樂譜的宣傳活動。
- 音樂影片（PV）的拍攝室外場景的一部分是在立教大學，而體育館內場景則是東京女子大學。TAKAHIRO說「自己因為沒有來過大學所以感到非常新鮮」。ATSUSHI說「想在高中時代聽這首歌」。道中りほ、岡田光、豊田エリー、小柳心也參與演出。
- 《YES!》以來隔了約1年，第4部作品登上Oricon公信榜第1位，也成為Oricon總計第1000首曲目獲得第1位的歌曲。在2007年2月27日，於Oricon總部進行了頒獎典禮。[3]
- 2008年12月22日起開始作為了京濱急行電鐵的列車接近聲音。
- 2010年3月2日播映的富士電視台系4晚連續廣映作品電視劇《畢業歌》的第2夜晚以這首歌為主題的「道路」這集由國仲涼子主演而在此集中也播放了此曲。

## 發行版本
- CD（完全限定生產盤）
- CD+DVD（完全限定生產盤）

## 收錄曲目

### CD
1. 道路
  - 作詞：Shogo Kashida / 作曲：miwa furuse / 編曲：華原大輔 / String arrangement ：前嶋康明

music.jp 電視 動畫廣告歌
日本電視台系《音樂戰士 MUSIC FIGHTER》2月開場主題曲
全國卡拉OK經營者協會畢業季節推薦歌
2. 道路 -Piano Version-
  - 作詞：Shogo Kashida / 作曲：miwa furuse / 編曲：中野雄太
3. 道路 (Instrumental)
4. 道路 -Piano Version- (Instrumental)
5. 合唱 道路
  - 作詞：Shogo Kashida / 作曲：miwa furuse / 編曲： 若松歓

混聲三部分合唱：NHK東京兒童合唱團青年級/栗友會青年唱歌班
6. 合唱 道 (Instrumental)

### DVD
1. 道 (Video Clip)
2. EXILE關聯信息
旁白：Kei Grant

## 收錄專輯
- EXILE EVOLUTION（#1）
- EXILE BALLAD BEST（#1）
- LOVE SIDE（#1）

## 備註
1. 1 2  . Oricon. 2007  [2013-01-14]. （原始内容存档于2013-05-05） （日语）.
2. ↑  2007年3月19日播映的「Channel-a」
3. ↑  .   [2013-01-14]. （原始内容存档于2011-08-17）.（日語）